# Парламентские выборы в Испании (1863)
Парламентские выборы 1863 года в Испании состоялись 11 октября во время правления королевы Изабеллы II и завершились победой «модерадос». Выборная кампания проходила на фоне затянувшегося на 12 лет «кризиса модерантизма» (исп. crisis del moderantismo, 1856—1868), периода в истории Испании закончившегося свержением королевы Изабеллы II.
Выборы проходили в соответствии с конституцией 1845 года, которая ввела цензусное избирательное право для мужчин. Победу одержала Умеренная партия.

## Предыстория
Выборы проходили на фоне начавшейся 16 августа 1863 года Войны за восстановление доминиканской независимости, которая шла неудачно для Испании. 17 января 1863 года новым президентом Совета министров Испании вместо ушедшего в отставку лидера Либерального союза генерала О’Доннелла стал один из лидеров Умеренной партии маркиз де Мирафлореса.
От участия в выборах отказалась Прогрессистская партия, недовольная попытками правительства маркиза де Мирафлореса помешать прогрессистам в ведении избирательной кампании.

## После выборов
Парламент нового созыва собрался 4 ноября 1863 года, 30 января 1864 года его работа была приостановлена на 15 дней по требованию правительства, а 23 июня 1864 года был зачитан указ о роспуске. Председателем парламента 5 ноября 1863 года 160 голосами из 272 был избран писатель и философ Антонио Де Лос Риос Росас, представлявший «модерадос».
17 января 1864 года испанское правительство возглавил дон Лоренсо Аррасола-и-Гарсия («модерадос»), которого уже 1 марта сменил другой член Умеренной партии, Алехандро Мон-и-Менендес. Новые выборы состоялись 22 ноября 1864 года.